# Champ multi-configurationnel auto-cohérent
Le champ multi-configurationnel auto-cohérent (Multi-configurational self-consistent field - MCSCF) est une méthode de chimie quantique utilisée pour générer qualitativement des états de référence corrects pour des molécules dans les cas où la méthode de Hartree-Fock et la théorie de la fonctionnelle de la densité ne sont pas pertinentes (comme pour les états fondamentaux moléculaires qui sont dégénérés avec des états excités bas ou dans les situations de rupture de liaisons). Il utilise une combinaison linéaire de fonctions d'état de configuration (CSF) ou des déterminants de configuration afin d'approximer la fonction d'onde électronique exacte d'un atome ou d'une molécule. Dans un calcul MCSCF, l'ensemble des coefficients des CSF ou des déterminants et les fonctions de base dans les orbitales moléculaires sont modifiés afin d'obtenir la fonction d'onde électronique totale avec l'énergie la plus basse possible. Cette méthode peut être considérée comme une alliance entre l'interaction de configuration (où les orbitales moléculaires ne sont pas modifiées mais la fonction d'onde étendue) et la méthode de Hartree-Fock (dans laquelle il n'y a qu'un déterminant mais où les orbitales moléculaires varient).

Les fonctions d'ondes MCSCF sont parfois utilisées comme états de référence pour une application des théories de interaction de configuration multi-référence (MRCI) ou de perturbations multi-références comme perturbation de l'espace actif complet (CASPT2). Ces méthodes peuvent traiter des situations chimiques extrêmement complexes, et, si la puissance de calcul le permet, peuvent être utilisées pour calculer de manière fiable les états fondamentaux et excités moléculaires si les autres méthodes échouent.

## Introduction
Dans le cas de la liaison simple la plus simple, celui de la molécule H2, les orbitales moléculaires peuvent toujours s'écrire en termes de deux fonctions χiA et χiB (qui sont des orbitales atomiques avec des corrections faibles) localisées sur les deux noyaux,
{\displaystyle \varphi _{i}=N_{i}(\chi _{iA}\pm \chi _{iB})},
où Ni est une constante de normalisation. La fonction d'onde de l'état fondamental pour H2 à la géométrie d'équilibre est dominée par la configuration (φ1)2, ce qui signifie que l'orbitale moléculaire φ1 est presque doublement occupée. Le modèle Hartree-Fock postule qu'elle est effectivement occupée, ce qui conduit à une fonction d'onde totale de :
{\displaystyle \Phi _{1}=\varphi _{1}(\mathbf {r} _{1})\varphi _{1}(\mathbf {r} _{2})\Theta _{2,0}},
dans laquelle Θ2,0 est la fonction de spin (S=0) singulet pour deux électrons. Les orbitales moléculaires dans ce cas φ1 sont prises comme sommes des orbitales atomiques 1s sur les deux atomes, c'est-à-dire : N1(1sA+1sB). Le développement de l'équation ci-dessus en orbitales atomiques donne :
{\displaystyle \Phi _{1}=N_{1}^{2}\left[1s_{A}(\mathbf {r} _{1})1s_{A}(\mathbf {r} _{2})+1s_{A}(\mathbf {r} _{1})1s_{B}(\mathbf {r} _{2})+1s_{B}(\mathbf {r} _{1})1s_{A}(\mathbf {r} _{2})+1s_{B}(\mathbf {r} _{1})1s_{B}(\mathbf {r} _{2})\right]\Theta _{2,0}}.
Le modèle Hartree-Fock donne une description raisonnable de H2 autour de la géométrie d'équilibre - soit environ une longueur de liaison d'environ 0,735 Å (à comparer avec le 0,746 Å de la valeur expérimentale) et 84 kcal/mol pour l'énergie de liaison (109 kcal/mol). Ces données sont typiques du modèle Hartree-Fock, qui décrit généralement relativement bien les systèmes à couches fermées autour de leur géométrie d'équilibre. Pour des séparations importantes, cependant, les termes décrivant les électrons localisés sur un atome persistent, ce qui correspond à la dissociation en H+ + H−, qui possède une énergie plus importante que H + H. Ainsi, la présence persistante de termes ioniques conduit à une solution non physique dans ce cas.

En conséquence, le modèle Hartree-Fock ne peut être utilisé pour décrire les processus de dissociation avec des produits à couches ouvertes. La solution convenant le mieux à ce problème est d'introduire des coefficients devant les différents termes dans π1 :
{\displaystyle \Psi _{1}=C_{Ion}\Phi _{Ion}+C_{Cov}\Phi _{Cov}},
qui forme la base pour une description de la théorie de la liaison de valence des liaisons chimiques. Les coefficients CIon et CCov variant, la fonction d'onde aura la forme correcte, avec CIon=0 pour la limite de séparation et CIon comparable à CCov à l'équilibre. Une telle description, cependant, utilise des fonctions de base non-orthogonales, ce qui complique sa structure mathématique. À la place, la multi-configuration est amenée en utilisant des orbitales moléculaires orthogonales. Après avoir introduit une orbitale antiliante :
{\displaystyle \phi _{2}=N_{2}(1s_{A}-1s_{B})},
la fonction d'onde totale de H2 peut être écrite comme une combinaison linéaire de configurations construites à partir d'orbitales liantes et anti-liantes :
{\displaystyle \Psi _{MC}=C_{1}\Phi _{1}+C_{2}\Phi _{2}},
où φ2 est la configuration électronique (φ2)2. Dans cette description multi-configurationnelle de la liaison chimique dans H2, C1=1 et C2=0 proche de l'équilibre, et C1 sera comparable à C2 pour les séparations importantes.

## Champ auto-cohérent dans l'espace actif complet
Une approche particulièrement importante de la MCSCF est la méthode du champ auto-cohérent de l'espace actif complet (complete active space SCF method), dans laquelle une combinaison linéaire de CSF inclut tout ce qui résulte d'un nombre particulier d'électrons dans un nombre particulier d'orbitales. Par exemple, on pourrait définir CASSCF(11,8) pour une molécule, NO, dans laquelle les 11 électrons de valence sont distribués entre toutes les configurations qui peuvent être construites à partir des 8 orbitales moléculaires,.

## Champ auto-cohérent dans l'espace actif restreint
Le nombre de CSF croissant rapidement avec le nombre d'orbitales actives, en même temps que le coût numérique, il peut être nécessaire d'utiliser un ensemble de CSF plus petit. Une manière de réaliser cette sélection est de restreindre le nombre d'électrons dans certains sous-espaces, ce qui est réalisé dans la méthode du champ auto-cohérent dans l'espace actif restreint (restricted active space SCF method - RASSCF). On peut, par exemple, permettre seulement des excitations simples et doubles à partir de certains sous-ensembles fortement occupés d'orbitales actives, ou restreindre le nombre d'électrons à au plus 2 dans d'autres sous-ensembles d'orbitales actives.